# Кобелеков, Асанжан
Асанжан Кобелеков (каз. Асанжан Көбелеков, 1907 год, Туркестанский край, Российская империя — дата и место смерти не известны) — советский колхозник, звеньевой колхоза имени Менжинского, Герой Социалистического Труда (1948).

## Биография
Родился в 1907 году в Туркестанском крае (сегодня — на территории Алматинской области). Начал работать наёмным работником с 14 лет. В 1930 году вступил в колхоз «Менжинский». В 1935 году переехал в Алма-Ату, где стал работать в типографии. В 1937 году возвратился в колхоз имени Менжинского. Участвовал в Великой Отечественной войне. После демобилизации в 1947 году возвратился в родной колхоз. В 1946 году работал чабаном.
В 1947 году его назначили звеньевым свекловодческой бригады. В этом же году бригада, которой руководил Асанжан Кобелеков, собрала по 802 центнеров сахарной свёклы с площади 2 гектара. За этот доблестный труд был удостоен в 1948 году звания Героя Социалистического Труда.

## Награды
- Медаль «За победу над Германией в Великой Отечественной войне 1941—1945 гг.»
- Герой Социалистического Труда (1948);
- Орден Ленина (1948);